# Julio Mario Santo Domingo Jr.
Julio Mario Santo Domingo Braga (1958 Panamá – březen 2009 New York) byl kolumbijsko-americký podnikatel. Byl ředitelem skupiny Santo Domingo Group, konglomerátu jeho rodiny s více než 100 společnostmi.

## Biografie
Santo Domingo byl prvorozené dítě kolumbijského podnikatele Julia Maria Santo Dominga a Brazilky Edyaly Bragy.
Vystudoval literaturu na Kolumbijské univerzitě a právo na Univerzitě Panthéon-Assas. Po celý svůj život se nadšeně věnoval literatuře všech období, zejména však francouzské literatuře 19. a 20. století. Byl sběratelem tištěných knih a rukopisů. Zvláště obdivoval Marcela Prousta, ale také velmi obdivoval a sbíral díla Baudelaira, Rimbauda a Verlaina. Měl obrovské sbírky rokenrolu a starožitného čínského opiového vybavení a byl horlivým fanouškem francouzského fotbalového týmu AS Saint-Étienne.

## Osobní život
Oženil se s brazilskou modelkou Verou Rechulskou a měli dvě děti: Tatianu Santo Domingo (* 1983) a Julia Maria Santo Domingo, III. (* 1985). Přežili ho jeho rodiče a nevlastní bratři: Alejandro Santo Domingo, finančník a budoucí ředitel skupiny Santo Domingo Group, a Andrés Santo Domingo, hudební průmyslník.
Julio Mario zemřel v New Yorku na rakovinu, diagnostikovanou v říjnu 2008.